# Nyctimene robinsoni
Nyctimene robinsoni es una especie de murciélago de la familia Pteropodidae.

## Distribución geográfica
Es Endémica de Australia, en el este de Queensland y el noroeste de Nueva Gales del Sur.